# Antun Lučić (književnik)
Antun Lučić (Bugojno, 13. lipnja 1958.), hrvatski je književnik iz BiH. Piše pjesme, prozu, drame. Po struci je književni komparatist.

## Životopis
Rodio se u Bugojnu 13. lipnja 1958. godine. U Gračanici je išao u osnovnu školu. Srednju je školu pohađao u Bugojnu. Na studij je otišao u Sarajevo, gdje je studirao na Filozofskom fakultetu, zatim studije nastavlja na beogradskom Filozofskom fakultetu te naposljetku na zagrebačkom Filozofskom fakultetu, na kojem je diplomirao filozofiju, komparativnu i hrvatsku književnost. Magistirao je na Krleži i Strindbergu temom Uticaj Strindberga na Krležino književno djelo. Na zagrebačkom Filozofskom fakultetu 2000.godine je doktorirao temu teorije metonimije na djelu Vitomira Lukića dizertacijom Veze ljudi, životinja i stvari u djelu Vitomira Lukića. 
Predaje na Pedagoškom fakultetu mostarskog Sveučilišta svjetsku književnost i stariju hrvatsku književnost. Bio je predsjednik Društva hrvatskih književnika Herceg-Bosne. Osim u BiH, predavao je u Španjolskoj na sveučilištu u Granadi poredbenu povijest hrvatske književnosti, u Berlinu je predavao o Marku Maruliću, a gostovao je i u Švicarskoj. 
Piše kazališne komade i kritičke osvrte, a uprizorenje su mu doživjela djela Sestre, zapravo susreti i Lutak i dvojnici. 
Uređuje časopis Društva hrvatskih književnika Herceg-Bosne za književnost, kulturu i društvena pitanja Osvit od 7. listopada 2005. godine.

## Djela
- Pitanja Luciusu, poetska proza, 1985.
- Prizori, pjesme, 1988.
- Naovamo, poezija, 1996.
- Tečevina i otklon, izabrane kritike (prireditelj), 2002.
- Dodiri, smjene, književne rasprave, 2005.
- S Napretkom kroz stoljeće (urednik monografije), 2006.

Djela su mu ušla u antologije i zbornike.